# Un Cóndor
La moneda de un cóndor, fue la última moneda de oro del Ecuador, fue acuñada en el año de 1928. La moneda de un cóndor equivalía a 25 sucres.
En el año de 1928 el presidente Isidro Ayora decreta la importación desde Birmingham de 63 680 cóndores, en piezas de un cóndor y dos cóndores. Las piezas de dos cóndores nunca se acuñaron, y de las de un cóndor se realizaron 20 000 piezas, La gran depresión económica del año 1929 e inicios de los años 30s terminó con el patrón oro como base monetaria.

## Características
El cóndor realizado en 1928, exhibe en su anverso el Escudo de Armas de la República, valor, ley y lugar de acuñación. En su reverso el busto del Libertador Simón Bolívar con la inscripción: República del Ecuador y el año 1928.
| Denominación:     | 1 cóndor                               |
| Año de acuñación: | 1928                                   |
| Ceca:             | Heaton's Mint, Birmingham (Inglaterra) |
| Emisor:           | Banco Central del Ecuador              |
| Metal:            | Oro                                    |
| Diámetro:         | 22,1                                   |
| Espesor:          | 1.6 mm                                 |
| Peso:             | 8,35 g                                 |
| Canto:            | liso y estriado                        |